# Soignolles-en-Brie
Soignolles-en-Brie és un municipi francès, situat al departament de Sena i Marne i a la regió de Illa de França. L'any 2007 tenia 2.008 habitants.
Forma part del cantó de Fontenay-Trésigny, del districte de Melun i de la Comunitat de comunes Brie des Rivières et Châteaux.

## Demografia

### Població
El 2007 la població de fet de Soignolles-en-Brie era de 2.008 persones. Hi havia 711 famílies, de les quals 134 eren unipersonals (83 homes vivint sols i 51 dones vivint soles), 186 parelles sense fills, 336 parelles amb fills i 55 famílies monoparentals amb fills.
La població ha evolucionat segons el següent gràfic:
Habitants censats

### Habitatges
El 2007 hi havia 827 habitatges, 716 eren l'habitatge principal de la família, 60 eren segones residències i 51 estaven desocupats. 710 eren cases i 106 eren apartaments. Dels 716 habitatges principals, 607 estaven ocupats pels seus propietaris, 98 estaven llogats i ocupats pels llogaters i 12 estaven cedits a títol gratuït; 14 tenien una cambra, 59 en tenien dues, 118 en tenien tres, 144 en tenien quatre i 381 en tenien cinc o més. 583 habitatges disposaven pel capbaix d'una plaça de pàrquing. A 270 habitatges hi havia un automòbil i a 405 n'hi havia dos o més.

### Piràmide de població
La piràmide de població per edats i sexe el 2009 era:
| Homes | Edats   | Dones |
| ----- | ------- | ----- |
| 0     | 95 o +  | 0     |
| 0     | 90 a 94 | 12    |
| 0     | 85 a 89 | 8     |
| 8     | 80 a 84 | 8     |
| 12    | 75 a 79 | 28    |
| 20    | 70 a 74 | 12    |
| 20    | 65 a 69 | 20    |
| 52    | 60 a 64 | 40    |
| 32    | 55 a 59 | 44    |
| 68    | 50 a 54 | 64    |
| 76    | 45 a 49 | 52    |
| 80    | 40 a 44 | 72    |
| 104   | 35 a 39 | 100   |
| 104   | 30 a 34 | 88    |
| 80    | 25 a 29 | 92    |
| 48    | 20 a 24 | 20    |
| 52    | 15 a 19 | 56    |
| 92    | 10 a 14 | 68    |
| 88    | 5 a 9   | 80    |
| 64    | 0 a 4   | 84    |

## Economia
El 2007 la població en edat de treballar era de 1.388 persones, 1.064 eren actives i 324 eren inactives. De les 1.064 persones actives 988 estaven ocupades (522 homes i 466 dones) i 77 estaven aturades (36 homes i 41 dones). De les 324 persones inactives 72 estaven jubilades, 160 estaven estudiant i 92 estaven classificades com a «altres inactius».

### Ingressos
El 2009 a Soignolles-en-Brie hi havia 757 unitats fiscals que integraven 2.097,5 persones, la mediana anual d'ingressos fiscals per persona era de 24.182 €.

### Activitats econòmiques
Dels 84 establiments que hi havia el 2007, 6 eren d'empreses extractives, 1 d'una empresa alimentària, 2 d'empreses de fabricació de material elèctric, 1 d'una empresa de fabricació d'elements pel transport, 5 d'empreses de fabricació d'altres productes industrials, 18 d'empreses de construcció, 16 d'empreses de comerç i reparació d'automòbils, 4 d'empreses de transport, 1 d'una empresa d'hostatgeria i restauració, 3 d'empreses d'informació i comunicació, 1 d'una empresa financera, 1 d'una empresa immobiliària, 15 d'empreses de serveis, 5 d'entitats de l'administració pública i 5 d'empreses classificades com a «altres activitats de serveis».
Dels 19 establiments de servei als particulars que hi havia el 2009, 1 era una oficina de correu, 1 taller de reparació d'automòbils i de material agrícola, 5 paletes, 3 guixaires pintors, 2 fusteries, 3 lampisteries, 3 electricistes i 1 empresa de construcció.
Dels 2 establiments comercials que hi havia el 2009, 1 era una botiga de menys de 120 m² i 1 una botiga de mobles.
L'any 2000 a Soignolles-en-Brie hi havia 7 explotacions agrícoles.

## Equipaments sanitaris i escolars
El 2009 hi havia una escola elemental.

## Poblacions properes
El següent diagrama mostra les poblacions més properes.